# دينيس أ. فيتزجيرالد
دينيس أ. فيتزجيرالد هو اقتصادي كندي، ولد في 1903، وتوفي في 15 سبتمبر 1994.